# Campobello di Licata
Campobello di Licata é uma comuna italiana da região da Sicília, província de Agrigento, com cerca de 11.047 habitantes. Estende-se por uma área de 80 km², tendo uma densidade populacional de 138 hab/km². Faz fronteira com Licata, Naro, Ravanusa.

## Demografia
| Variação demográfica do município entre 1861 e 2011                               |
|                                                                                   |
| Fonte: Istituto Nazionale di Statistica (ISTAT) - Elaboração gráfica da Wikipedia |